# Cloruro di ittrio
Il cloruro di ittrio è un sale di ittrio dell'acido cloridrico.
A temperatura ambiente si presenta come un solido bianco inodore. Può cristallizzare come esaidrato.